# Chahid Charrak
 (juillet 2025).
Chahid Charrak surnommé Dutch Performante, né le 7 mai 1990 à Amsterdam, est un entrepreneur néerlandais.

## Biographie

### Enfance et débuts
Né en 1990 à Amsterdam, Chahid Charrak grandit dans le quartier de Rivierenbuurt, au sein d’une famille mixte, avec un père marocain et une mère néerlandaise. Dès son plus jeune âge, il se montre très actif. À l’âge de deux ou trois ans, sa famille déménage à Zeewolde, où il passe une enfance marquée par le jeu en plein air, la pêche et le football. Pendant les vacances scolaires, il travaille déjà dans un commerce de palettes, où il apprend à manier les outils et développe un goût prononcé pour le travail manuel.
À l’adolescence, après la séparation de ses parents, il quitte progressivement le système scolaire pour se consacrer au travail. Influencé par son beau-père, artisan dans le domaine du carrelage, il découvre l’univers du sanitaire et de la rénovation. Ce dernier, devenu une figure éducative importante, lui transmet des valeurs de rigueur, de discipline et de responsabilité. C’est également à cette époque qu’il prend conscience de l’importance de la valeur des choses et de l’autonomie financière.
Très jeune, il multiplie les expériences professionnelles, notamment en Lituanie, où il participe à la création d’un atelier de recyclage de palettes. Après une tentative infructueuse d’obtenir une augmentation, il rentre aux Pays-Bas avec l’idée de lancer sa propre activité. Avec l’aide de son beau-père et de son réseau, il ouvre à Tiel un magasin de carrelage et de meubles de salle de bains. Il s’y consacre entièrement, au point d’y vivre la première année, posant ainsi les fondations de son futur parcours entrepreneurial,.

### Carrière
Il est actuellement à la tête de six entreprises actives dans le secteur du carrelage et des équipements sanitaires. Parmi celles-ci figurent Tegeldepot, Tegelensanitairmagazijn, Megadump et Badkamer Factory. Megadump dispose de trois filiales, tandis que Tegeldepot constitue sa plus grande entreprise. En 2019, Tegeldepot enregistre un chiffre d'affaires de plus de 21 millions d’euros aux Pays-Bas et en Belgique, représentant une augmentation de 500 % par rapport aux années précédentes.
Depuis octobre 2019, Charrak est actif sur Instagram sous le nom de Dutch Performante, et depuis avril 2020, il tient une chaîne YouTube du même nom. Grâce à des photos et vidéos de sa Lamborghini, à ses rencontres avec des youtubeurs célèbres et à l’organisation de défis en ligne, il parvient en peu de temps à rassembler plusieurs centaines de milliers d’abonnés et à se faire connaître du grand public,.
En 2023, Charrak participe à l’émission de RTL 4 De Verraders, qu’il remporte avec deux autres candidats. En 2025, il participe également à l’émission Hunted VIPS.
Charrak est ambassadeur de l’hôpital pour enfants Wilhelmina (WKZ).

## Fortune
En février 2022, Chahid Charrak révèle un chiffre d'affaire d'au moins 40 millions d'euros par mois grâce à ses entreprises.

### Divers
En septembre 2021, Charrak entre dans le Livre Guinness des records avec le record de la « plus grande cuve de pop-corn ». Il remplit un récipient de neuf mètres de haut avec 173 mètres cubes de pop-corn. Ce pop-corn provenait d'une entreprise qui ne pouvait plus l'utiliser à des fins de consommation en raison de la fermeture des cinémas néerlandais pendant la crise du Covid. Grâce à cette initiative, il récolte des fonds pour l’hôpital pour enfants Wilhelmina (WKZ).
En septembre 2022, Chahid Charrak est intercepté par la police alors qu’il roule à 250 km/h sur l’autoroute A28 à bord de sa Lamborghini. Les autorités saisissent son permis de conduire et confisquent le véhicule, mais Charrak conteste la version de la police en affirmant qu’aucune mesure ni preuve n’a été enregistrée. Il récupère sa voiture peu après et déclare sur Instagram qu’il ne faut pas croire tout ce qui se dit sur Internet.

### Vie privée
Chahid Charrak est d'ascendance marocaine. Il est marié à Samantha Charrak et a quatre enfants.